# Clarence John McCoy
Clarence John McCoy, Jr. (* 25. Juli 1935 in Lubbock, Texas; † 7. Juli 1993 in Penn Hills, Pennsylvania), auch als Clarence J. McCoy oder Jack McCoy bekannt, war ein US-amerikanischer Herpetologe. Sein Forschungsschwerpunkt waren die Herpetofaunen der Vereinigten Staaten, Mexikos und von Belize.

## Leben
McCoy war der Sohn von Clarence John McCoy senior und seiner Frau Marguerite Ceona, geborene McNew. Sein Vater war Bohringenieur in der Erdölindustrie. Als McCoy fünf Jahre alt war, zog die Familie nach Tulsa, Oklahoma, wo er ein großes Interesse an der Jagd und am Angeln entwickelte. An der Tulsa High School lernte er die Herpetologin und Ornithologin Edith R. Force kennen, die ihn mit Reptilien vertraut machte. 1957 erwarb er den Bachelor of Science in Wildtierökologie an der Oklahoma State University in Stillwater. Im selben Jahr heiratete er Patsy Ruth Kelly. Aus dieser Ehe gingen ein Sohn und eine Tochter hervor. In den Sommermonaten der Jahre 1959 und 1960 war er Dozent in Zoologie an der Oklahoma State University und graduierte dann zum Master of Science. Für sein Doktoratsstudium wechselte er an die University of Colorado, wo er 1965 mit der Dissertation Life history and ecology of Cnemidophorus tigris septentrionalis über die Lebensweise und Ökologie der Tiger-Rennechse (Aspidoscelis tigris) unter der Leitung von T. Paul Maslin zum Ph.D. promoviert wurde. Während seiner Zeit in Colorado unternahm McCoy zahlreiche Feldexkursionen nach Mexiko, das der geografische Schwerpunkt seiner Karriere werden sollte.
Noch vor seiner Promotion wurde McCoy im Jahr 1962 wissenschaftlicher Mitarbeiter am University of Colorado Museum. Von 1964 bis 1993 war er Mitarbeiter am Carnegie Museum of Natural History in Pittsburgh, Pennsylvania. Das Museum hatte zwei herpetologische Autoritäten, M. Graham Netting, ehemaliger Kurator der herpetologischen Abteilung und später Direktor des Museums sowie Neil D. Richmond, zu der Zeit Chefkurator der herpetologischen Abteilung. 1965 wurde McCoy Assistenzkurator, 1970 stellvertretender Kurator und 1972 übernahm er von Richmond die Nachfolge als Chefkurator. Während seiner Amtszeit setzte McCoy seine intensive Feldarbeit in Mexiko fort. Er betrieb auch Feldstudien in Belize und unternahm kürzere Exkursionen ins südliche Südamerika und nach Algerien. Energisch erweiterte er die herpetologische Abteilung des Museums und legte dabei einen besonderen Schwerpunkt auf mittelamerikanische Arten. In 30 Jahren vergrößerte er den Bestand von 75.000 auf nahezu 180.000 Proben. Die Sammlung an Süßwasserschildkröten baute er zu einer der größten der Welt auf. 
McCoy war an den Erstbeschreibungen zu Aspidoscelis rodecki (MCCOY & MASLIN, 1962), Cyrtodactylus biordinis BROWN & MCCOY, 1980, Emoia rufilabialis MCCOY & WEBBER, 1984, Emoia taumakoensis MCCOY & WEBBER, 1984, Gerrhonotus lugoi MCCOY, 1970, Graptemys ernsti LOVICH & MCCOY, 1992, Graptemys gibbonsi LOVICH & MCCOY, 1992 und Lepidodactylus flaviocularis BROWN, MCCOY & RODDA, 1992 beteiligt.

## Dedikationsnamen
2018 wurde McCoy im Artepitheton der mexikanischen Echsenart Gerrhonotus mccoyi geehrt.